# HC Dukla Praga
L'Handball Club Dukla Praga è una squadra di pallamano ceca avente sede a Praga.

È stata fondata nel 1948.

Nella sua storia ha vinto 28 campionati cecoslovacchi, 4 campionati della Repubblica Ceca e 3 Coppa dei Campioni.

Disputa le proprie gare interne presso la Sportovní Centrum Řepy di Praga la quale ha una capienza di 500 spettatori.

## Palmarès

### Titoli nazionali
- Campionati cecoslovacchi: 28

1949-50, 1952-53, 1953-54, 1954-55, 1955-56, 1957-58, 1958-59, 1960-61, 1961-62, 1962-63
1963-64, 1964-65, 1965-66, 1966-67, 1969-70, 1976-77, 1978-79, 1979-80, 1981-82, 1982-83
1983-84, 1984-85, 1985-86, 1986-87, 1987-88, 1989-90, 1990-91, 1991-92.
- Campionato ceco di pallamano maschile: 4

1993-94, 1994-95, 2010-11, 2016-17

### Titoli internazionali
- Coppa dei Campioni/Champions League: 3

1957, 1962-63, 1983-84.

## Fonti e bibliografia
- Pagina informativa del club sul sito www.les-sports.info, su les-sports.info.